# Moenkhausia chrysargyrea
Moenkhausia chrysargyrea és una espècie de peix de la família dels caràcids i de l'ordre dels caraciformes.

## Morfologia
- Els mascles poden assolir 12 cm de llargària total.[5][6]

## Hàbitat
Viu a àrees de clima tropical.

## Distribució geogràfica
Es troba a Sud-amèrica: rius costaners de les Guaianes i conca del riu Amazones.